# Marcialta
Marcialta är en ort i Mexiko.   Den ligger i kommunen Ixhuatlán de Madero och delstaten Veracruz, i den sydöstra delen av landet, 190 km nordost om huvudstaden Mexico City. Marcialta ligger 135 meter över havet och antalet invånare är 386.
Terrängen runt Marcialta är kuperad åt nordost, men åt sydväst är den platt. Runt Marcialta är det ganska tätbefolkat, med 129 invånare per kvadratkilometer. Närmaste större samhälle är La Ceiba, 10,3 km sydost om Marcialta. Omgivningarna runt Marcialta är en mosaik av jordbruksmark och naturlig växtlighet.